# William John Hess
William John Hess (1934) es un botánico estadounidense.
En 1967, obtuvo su Ph.D. por la Universidad de Oklahoma.

## Algunas publicaciones
- william j. Hess, nick a. Stoynoff. 1998. Taxonomic status of Quercus acerifolia (Fagaceae) and a morphological comparison of four members of the Quercus shumardii complex. Syst. Bot. 23:89-100

- m.l. Bowles, william j. Hess, m.m. DeMauro, r. Hiebert. 1986. Endangered plant inventory and monitoring strategies at Indiana Dunes National Lakeshore. Natural Areas J. 6 (1): 18–26

- --------------, -------------------, -----------------, ------------. 1985. An assessment of the monitoring program for special floristic elements at the Indiana Dunes National Lakeshore: Phase I. The endangered species. Unpubl. report, Indiana Dunes Nat. 70 pp.

- william j. Hess, william thomas Stearn. 1979. The Identity of Cornus Citrifolia Weston.

- ------------------. 1977. Sumacs: Spectacle in Autumn. Morton Arboretum Bull. 15. 4 pp
- La abreviatura «W.J.Hess» se emplea para indicar a William John Hess como autoridad en la descripción y clasificación científica de los vegetales.[2]